# ییل‌کول (شهرستان آق‌سی)
ییل‌کول (به لاتین: Jyl-Kol) یک منطقهٔ مسکونی در قرقیزستان است که در شهرستان آق‌سی واقع شده‌است. ییل‌کول ۱٬۰۹۴ نفر جمعیت دارد.